# Leonie Stade

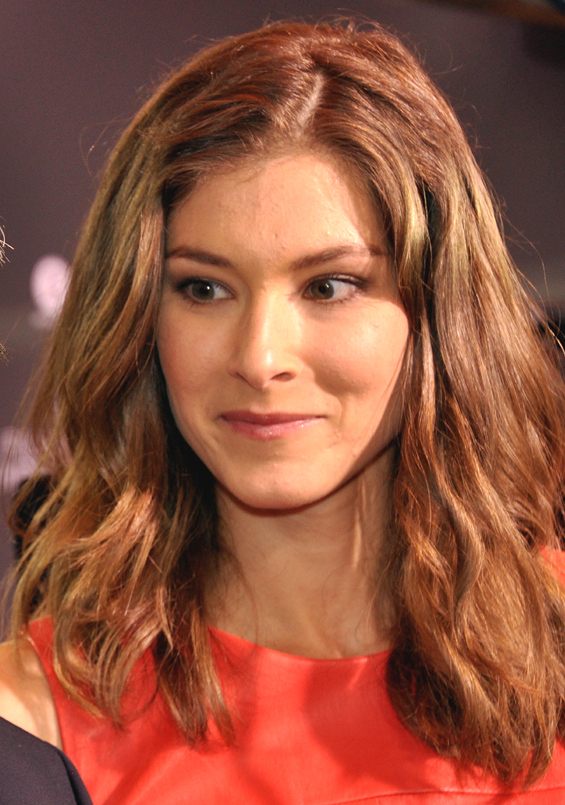
Leonie Stade 2015

Leonie Stade (* 1988 in Lindau) ist eine deutsche Regisseurin, Produzentin und Autorin.

## Leben
Leonie Stade wuchs in Lindau am Bodensee auf. Nach dem Abitur 2007 ging sie auf Weltreise und arbeitete mehrere Jahre als Fotomodel in Paris und Mailand. Sie studierte Dokumentarfilmregie und Produktion im Doppelstudium an der HFF München und schloss beide Studiengänge mit dem Diplom ab.
Ihr erster Dokumentarfilm über eine Münchner Prostituierte wurde im Rahmen der Ausstellung Subjektiv. Dokumentarfilm im 21. Jahrhundert in der Pinakothek der Moderne, München gezeigt. Ihr zweiter Kurzfilm Zwei Quadratmeter Leben, über die sogenannten Cage People in Hong Kong, wurde 2013 für den CNN Journalist Award nominiert. Der Film Nowhereman entstand gemeinsam mit Annika Blendl und lief im Wettbewerb auf dem Max Ophüls Preis.
2015 kam der Film Mollath – „und plötzlich bist du verrückt“, bei welchem Stade gemeinsam mit Annika Blendl Regie führte, in die Kinos. Zuvor hatte der Film Premiere auf dem Filmfest München. Im Dezember 2015 wurde der Film erstmals im BR ausgestrahlt. 2019 erscheint ihr Spielfilmdebüt All I never wanted (Regie: Leonie Stade und Annika Blendl), welcher auf dem Filmfest München seine Weltpremiere feierte. Nach einer großen internationalen Festivaltour (u.a in Toronto und Palm Springs) mit zahlreichen Auszeichnungen startete All I never wanted im Herbst 2019 in den deutschen Kinos und wurde erstmalig im 2021 im deutschen Fernsehen ausgestrahlt. Im Sommer 2022 folge der ZDF Eventfilm Dianas letzte Nacht (Regie: Leonie Stade und Annika Blendl).

## Filmografie
- 2010: Alex (Kurzfilm)
- 2013: 2m2 Leben (Kurzfilm)
- 2013: Nowhereman (Dokumentarfilm)
- 2013: Moment Dokument (Ausstellung im Stadtmuseum Lindau)[13]
- 2015: Mollath – „und plötzlich bist du verrückt“ (Dokumentarfilm)
- 2017: Mein Glaube, meine Liebe (als Produzentin, BR Lebenslinie, 44 min.)
- 2017: Marikas Missio (als Produzentin, Dokumentarfilm, 74 min.)
- 2019: All I never wanted (Regie, Produktion, Drehbuch, Spielfilm, 89 min.)
- 2022: Dianas letzte Nacht (Regie, Drehbuch, ZDF Eventfilm, 90min)[14]
- 2023: Santa Fu. Was der Knast aus Dir macht. (Dokumentarfilm zur Serie Asbest von Kida Khodr Ramadan; Regie, Buch, NDR, 45min)[15]

## Auszeichnungen
- 2013: Nominierung CNN Journalist Award für Zwei Quadratmeter Leben.
- 2019: Nominierung MFG Star Baden-Baden für All I never wanted.[16]
- 2020 Gewinner BEST SHOW Female Eye Festival Toronto für All I never wanted.
- 2020 Gewinner best feature comedy Queenpalm International Filmfestival für All I never wanted.
- 2020 Bronze Gewinner best writer feature Queenpalm International Filmfestival für All I never wanted.